# Stenolejeunea
Stenolejeunea là một chi rêu trong họ Lejeuneaceae.